# Haitham bin Tariq al-Said
Haitham bin Tariq Al Said (arabisk: هيثم بن طارق آل سعيد; født 13. oktober 1954) er sultan af Oman siden 11. januar 2020, hvor han efterfulgte sin fætter Qaboos bin Said Al Bu Saidi.

## Sultan af Oman
Efter sin fætter sultan Qaboos' død den 10. januar 2020 blev Haitham bin Tariq udnævnt af kongefamilien og efter Qaboos' vilje, som sultan af Oman den næste dag og aflagde en ed foran Rådet for Oman i Al-Bustan. Omans statstv sagde, at den tidligere sultans brev blev åbnet af Forsvarsrådet, og hans identitet blev annonceret kort derefter. Som sultan har han også stillinger som premierminister, øverste øverstbefalende for de væbnede styrker, forsvarsminister, finansminister og udenrigsminister. I sin første offentlige tale lovede han at opretholde sin forgængers fredsskabende udenrigspolitik og videreudvikle Omans økonomi. Haitham bin Tariq er gift og har i modsætning til sin forgænger også børn, to sønner og to døtre. 